# Рарен
Ра́рен (нем. , фр. и валлон. Raeren) — коммуна в Валлонии, расположенная в провинции Льеж, округ Вервье, на границе с Германией. Принадлежит Немецкому языковому сообществу Бельгии. На площади 74,21 км² проживают 10 091 человек (плотность населения — 136 чел./км²), из которых 49,52 % — мужчины и 50,48 % — женщины. Средний годовой доход на душу населения в 2003 году составлял 10 578 евро.
Почтовые коды: 4730, 4731. Телефонный код: 087.